# Prorocopis peratoscia
Prorocopis peratoscia är en fjärilsart som beskrevs av George Francis Hampson 1926. Prorocopis peratoscia ingår i släktet Prorocopis och familjen nattflyn. Inga underarter finns listade i Catalogue of Life.